# ویتوریو توستو
ویتوریو توستو (انگلیسی: Vittorio Tosto؛ زادهٔ ۱۴ ژوئن ۱۹۷۴) بازیکن فوتبال اهل ایتالیا است.
از باشگاه‌هایی که در آن بازی کرده‌است می‌توان به باشگاه فوتبال فیورنتینا، باشگاه فوتبال آسکولی، باشگاه فوتبال تورینو، باشگاه فوتبال سالرنیتانا، باشگاه فوتبال پیاچنزا، باشگاه فوتبال سمپدوریا، باشگاه فوتبال امپولی، باشگاه فوتبال جنوآ، باشگاه فوتبال آولینو، و باشگاه فوتبال ناپولی اشاره کرد.